# Adam Ziaja
Adam Ziaja (ur. 27 września 1986) – polski inżynier, ekspert cyberbezpieczeństwa i kryminalistyki cyfrowej, biegły sądowy z zakresu informatyki z listy Sądu Okręgowego w Warszawie ze szczególnym uwzględnieniem specjalizacji takich jak informatyka śledcza, analiza powłamaniowa, hacking i cyberprzestępczość, prezes zarządu polskiej spółki RED TEAM zajmującej się cyberbezpieczeństwem.

## Życiorys
W 2008 roku opublikował w nieistniejącym już magazynie Xploit wydawnictwa Linux New Media AG swój pierwszy artykuł poświęcony cyberbezpieczeństwu pt. Niebezpieczny Livebox, w którym opisał pełny scenariusz możliwości zdalnego włamania do routerów Livebox Neostrady.
Od 2012 roku odkrył wiele błędów w oprogramowaniu powszechnie znanych międzynarodowych podmiotów i odpowiedzialnie zgłosił, za co otrzymał podziękowania na oficjalnych witrynach, m.in.: Acquia, Adobe (2014), Apple (2012), Base CRM (2013), BlackBerry (2013), Deutsche Telekom, GitLab (2013), iFixit (2012), LastPass, Netflix (2013), Nokia (2013), Prezi, ShareLaTeX, SoundCloud, Uniwersytet Harvarda, Yandex (2013), Zynga (2012), również w polskich firmach m.in.: Onet.pl (2013), interia.pl (2014), Wirtualna Polska (2013), Empik (2013) oraz Home.pl (2013). Zarazem był jednym z pierwszych bug hunterów, którzy zgłaszali błędy bezpieczeństwa zgodnie z polityką responsible disclosure (będącą przeciwieństwem full disclosure, gdzie haker publicznie ujawnia szczegóły występującej podatności).
Od 2013 roku jest członkiem organizacji non-profit MalwareMustDie zwalczającej międzynarodową cyberprzestępczość.
W latach 2013–2014 był współautorem licznych materiałów dydaktycznych Europejskiej Agencji ds. Bezpieczeństwa Sieci i Informacji (ENISA) przeznaczonych dla zespołów CSIRT.
W 2014 roku był członkiem zespołu ComCERT SA, który zajął pierwsze miejsce na największych cywilnych ćwiczeniach z zakresu ochrony cyberprzestrzeni ENISA Cyber Europe.
W 2017 roku została wydana przez Wydawnictwo Naukowe PWN książka jego autorstwa pt. Praktyczna analiza powłamaniowa, która wywołała szeroki oddźwięk w środowisku związanym z bezpieczeństwem cybernetycznym. Publikacja poświęcona jest informatyce śledczej i reagowaniu na incydenty cybernetyczne.
W 2019 roku opublikował serię artykułów z analizą wykrytego przez niego ataku badWPAD na szeroką skalę, który w dużej mierze dotyczył również Polski. Pomógł także w przejęciu domen WPAD umożliwiających ten atak przy pomocy kolizji DNS. Otrzymał za to podziękowania od europejskich narodowych zespołów reagowania na incydenty m.in. od CERT Polska, estońskiego CERT-EE i łotewskiego CERT.LV. Badanie zostało również wyróżnione przez amerykański Instytut SANS oraz CERT Orange.
Jest współautorem licznych badań i publikacji poświęconych technicznym aspektom cyberbezpieczeństwa, w tym autorem rozdziału Bezpieczeństwo aplikacji webowych w książce Przestępczość teleinformatyczna 2014 wydawnictwa Wyższej Szkoły Policji w Szczytnie oraz współautorem poradnika „Bezpieczeństwo IT w kancelarii” opublikowanego przez stowarzyszenie ISSA Polska pod patronatem Naczelnej Rady Adwokackiej.
Wieloletni prelegent konferencji poświęconych cyberbezpieczeństwu m.in. naukowej konferencji Techniczne Aspekty Przestępczości Teleinformatycznej (TAPT) Wyższej Szkoły Policji w Szczytnie, Security Case Study Fundacji Bezpieczna Cyberprzestrzeń, Sekurak Hacking Party, PolCAAT Instytutu Audytorów Wewnętrznych IIA Polska, Wymiana Doświadczeń w Zakresie Bezpieczeństwa Informacji TÜV NORD Polska, oraz CSO Council.
Obecnie jest prezesem zarządu i konsultantem polskiej spółki RED TEAM, zajmującej się cyberbezpieczeństwem.

## Publicznie zgłoszone podatności
- CVE-2019-10677[71][72][73] – Reflected i Stored Cross-Site Scripting (XSS) we wszystkich modelach routerów DASAN Zhone ZNID
- CVE-2015-2149[74][75] – Stored Cross-Site Scripting (XSS) w aplikacji MyBB[76]
- CVE-2014-1695[77][78], CVE-2014-2554[79] – Stored Cross-Site Scripting (XSS) oraz Clickjacking w aplikacji OTRS[80]
- Podatność Server-Side Request Forgery (SSRF) w oprogramowaniu GeoNode (2013[81]) wykorzystywanym przez Uniwersytet Harvarda[82]